# Базіна Тюрингська
Базіна Тюрингська — дружина короля Тюрингії Бізіна, згодом стала королевою франків, вийшовши заміж за Хільдеріка I.

## Біографія
Хільдерік I був сином Меровея і приблизно 457/458 року став королем одного з племен салічних франків. Територія його королівства була на півночі сучасної Франції та Бельгії з центром у місті Турне (Бельгія). Згідно з Григорієм Турським, Хільдерік вирізнявся надмірною розбещеністю та спокушав дочок франків, за що вони позбавили його королівської влади. Щоб уникнути кари, Хільдерік був змушений втекти до Тюрингії, до короля Бізіна, залишивши на батьківщині свого вірного слугу Віомадія, який повинен був подати сигнал, коли йому можна буде повернутися на батьківщину.
За відсутності Хільдеріка, франки визнали королем римського полководця в Північній Галлії Егідія, який за порадою Віомадія обклав франків важкими податками та стратив багато людей. Потім Віомадій домігся того, щоб франки дали згоду на повернення Хільдеріка і, як було домовлено, дав знак королю на повернення. Повернувшись з Тюрингії додому, Хільдерік повернув собі королівську владу, причому на батьківщину він повернувся не один, разом з ним прибула й Базіна. вона втекла від свого чоловіка, Бізіна, того самого, який дав притулок вигнаному Хільдеріку. За легендою, вона за власної ініціативи попросила руки франкського короля і приблизно 463 року вийшла за нього заміж. На питання Хільдеріка щодо причини її вчинку, вона відповіла: « Я знаю твої доблесті, знаю, що ти дуже хоробрий, тому я й прийшла до тебе, щоб залишитися з тобою. Якби я дізналася, що є в заморських краях людина, достойніша за тебе, я зробила б усе, щоб з ним поєднати своє життя ». Судячи з усього, вона мала на увазі успішне ввергнення Хільдерика на північ Римської Галлії й заснування ним Франкського королівства.

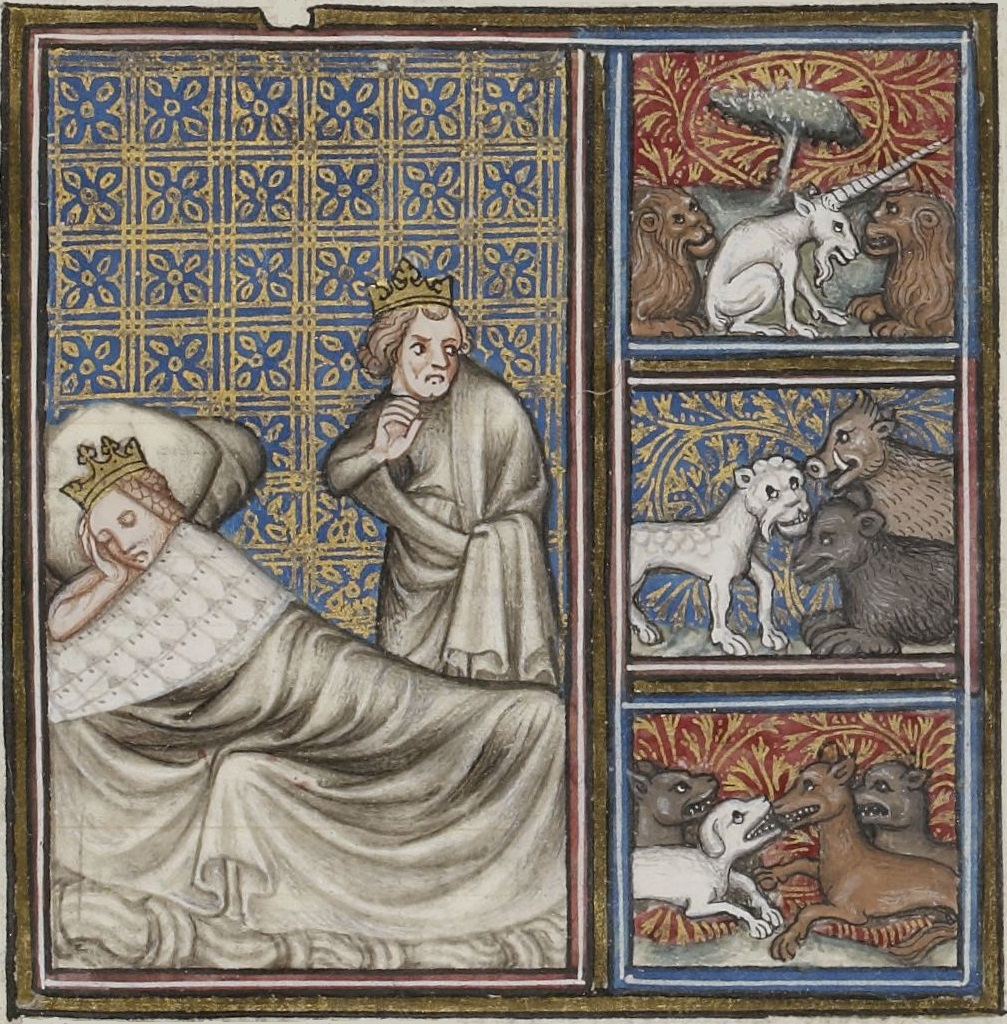
Видіння Хільдеріка. Великі французькі хроніки. Примірник Карла V. Париж. Франція. XIV століття

За легендою, Базіна в першу шлюбну ніч відхилила обійми Хільдеріка, прогнала його до дверей королівського замку та попросила подивитися у двір, а потім розповісти їй про побачене, а сама пішла до спальні. Хільдерік виконав її прохання і побачив перед воротами великих диких тварин: леопардів, левів та єдинорогів. Вражений, він поспішив до дружини та розповів їй про побачене. Вона сказала йому не турбуватися і попросила подивитися ще раз. Цього разу король побачив ведмедів та вовків, про що також розповів королеві, яка знову відправила його до дверей замку. Третього разу Хільдерік побачив собак та дрібних тварин (шакалів та стерв'ятників), які кидалися один на одного. Вражений, він знову піднявся у спальню до Базіни, і зажадав, щоб вона розтлумачила йому всі ці чудеса. Базіна сказала королю, що для цього треба провести цнотливу ніч, а на світанку вона йому пояснить побачене, але спочатку повинна буде все вивчити. Після сходу сонця, вона сказала йому: « Все, що ти побачив, говорить про майбутнє, про наших нащадків. Наш перший син буде потужним та сильним, як лев і єдиноріг, його діти та їхні нащадки будуть сміливими, як хижі вовки та ведмеді, а ось останні нащадки нашого роду будуть схожими на боягузливих собак. А дрібні тварини, яких ти бачив, це погані люди, які спробують вкрасти у них владу і, як шакали та стерв'ятники, будуть жадібно боротися за престол, а тому будуть нещасні ». Хільдерік був задоволений звісткою про велике потомство, яке матиме його коріння.
Базіна подарувала Хільдеріку трьох дочок (Альбофледу, Лантехільду та Аудофледу) і сина Хлодвіга I, якого вважають засновником Франкського королівства та сучасної Франції. Базіна, очевидно, брала активну участь у політиці свого чоловіка, що було звичним для франкських жінок того часу.